# Fisionotrazo

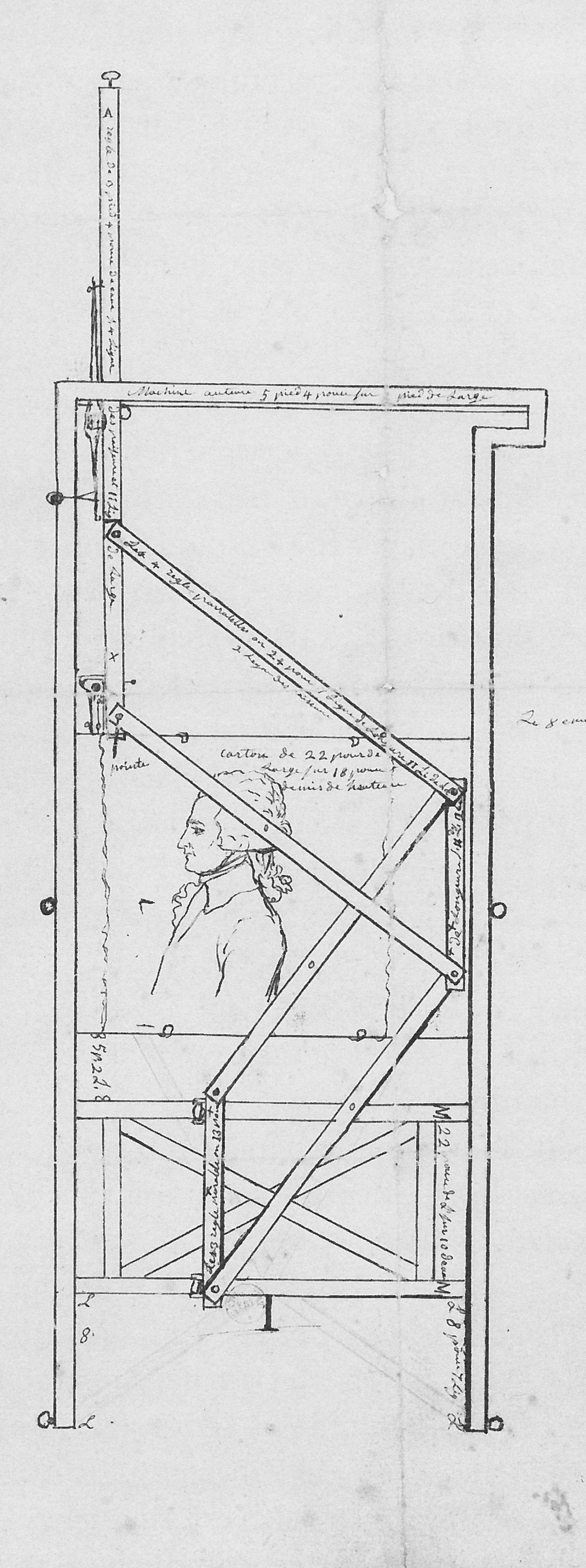
Aparato para los fisionotrazos. Quenedey, París, entre 1790–1830, Biblioteca nacional de Francia.

El fisionotrazo o fisonotrazo es un instrumento óptico mecánico operado manualmente e inventado en 1786 por Gilles-Louis Chrétien. Fue utilizado a lo largo del siglo XIX como una máquina de dibujo capaz de trazar los perfiles de objetos y modelos sobre láminas de cobre. El fisionotrazo se basaba en un instrumento anterior denominado pantógrafo, diseñado para aumentar o disminuir con precisión dibujos de planos y diseños. 
La moda establecida por la aparición de las silhouette, abrió el paso a la aparición de otro invento llamada fisionotrazo.

## Historia
La aparición y evolución de la fotografía gracias a diversos y variados inventos predecesores, entre ellos: fisionotrazo, el retrato en miniatura y la silhouette. El fisionotrazo fue creado en 1786 por Gilles-Louis Chrétien, un aparato que combinaba la técnica del grabado y la de la silueta. Basado en el pantógrafo, destacaban características como la posibilidad de repasar en un plano vertical y de incorporar un visor. El invento llegó a tener mucho éxito. Chrétien no consideró que el grabado al buril fuera suficiente y eso le condujo a la creación del fisionotrazo, utilizando la técnica del grabado al aguatinta con el aguafuerte y el buril para crear fisionotrazos de una gran belleza.

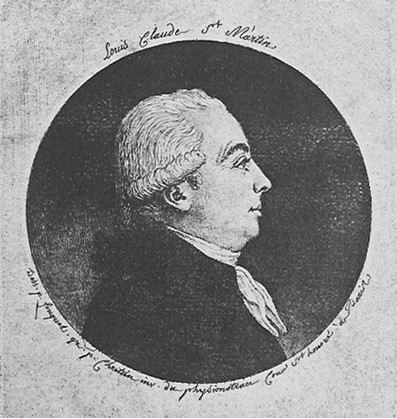
Gilles-Louis Chrétien, retrato obtenido con la técnica del fisionotrazo del filósofo Louis-Claude de Saint Martin (1800)

El fisionotrazo consistía en un sistema de paralelogramos articulados capaces de desplazarse en un plano horizontal. Con ayuda de un estilete seco, el operador seguía los contornos de un dibujo. Un estilete entintado seguía los desplazamientos del primer estilete y reproducía el dibujo a una escala determinada por su posición relativa. Dos puntos principales distinguían al fisionotrazo. Aparte de su valor poco común, se desplazaba por un plano vertical y se hallaba provisto de un visor que, al reemplazar la punta seca, permitía reproducir las líneas de un objeto, ya no a partir de un plano, sino de un espacio. Tras haber situado el modelo, el operador, subido a un taburete detrás del aparato, maniobraba observando a través del visor los rasgos que deseaba reproducir.
El fisionotrazo fue el invento que consiguió bajar el precio a los retratos convirtiéndolos en algo asequible a un público muy extenso y variado. 
La ventaja sobre el retrato en miniatura era el siguiente: una vez acabado el grabado sobre el metal, se podían reproducir más copias y, todo eso, con un coste mínimo. 
La miniaturas, pintadas sobre placas de marfil, exigían a los retratistas crear un retrato de manera muy complicada y compleja. Esta obra era única y si el cliente, una vez satisfecho del resultado, deseaba más retratos, el artista se veía obligado a empezar el proceso de cero tomando como referencia el retrato original. El fisionotrazo, en este caso, permitía adquirir un número moderado de copias a un precio bajo y de una calidad muy buena. 

### Requisitos para ser fisionotracista
Conocimientos de las técnicas de grabado del siglo XVIII-XIX:
- Técnica del aguatinta
- Conocimiento y uso del pantógrafo
- Formación artística
- Conocimientos de la modalidad de grabado: aguafuerte
- Uso del mordiente
- Uso de polvo de resina
- Manipulación a punta seca

## Procedimiento y técnicas utilizadas
El fisionotrazo se basaba en un instrumento anterior llamado pantógrafo, diseñado para aumentar o disminuir con precisión dibujos de planos y diseños. Este ha sido considerado predecesor manual de la fotografía. Debido a su diseño, este instrumento resultaba apto para la realización de retratos de perfil ofreciendo un rasgo característico a las placas resultantes. El proceso requería seis minutos de pose y cuatro días de trabajo para obtener 12 copias de entre cinco a seis centímetros de diámetro. 
1. Con una fuente de luz, la sombra de la cabeza y parte de busto del modelo colocado de perfil queda reflejada sobre un papel colocado en un bastidor en vertical que permite la transparencia. El modelo se interpone entre el papel, que sirve de pantalla, y la fuente de luz. El retratista tiene frente a él la sombra que se recorta de manera nítida en la transparencia del papel.
2. El retratista, equipado con instrumentos de dibujo, hace el seguimiento del contorno exacto de la sombra del perfil proyectada sobre el papel. El dibujo ha de ser claro, nítido, limpio y con una gran definición.
3. A continuación, el papel es descolgado del bastidor con el dibujo del contorno de la cabeza casi a tamaño real y el siguiente paso recae en el relleno del vacío encerrado por el perímetro, marcando los rasgos del modelo. La posición del modelo, de perfil y con una mirada fija en un punto, es imperativa para permitir al retratista continuar con su trabajo, dibujando todos los detalles visibles del rostro de la persona.
4. Tras esta cuarta fase el modelo puede marchar. El papel dibujado se vuelve a colocar verticalmente, pero esta vez sobre una base rígida.
5. Esta fase de dibujo puede ser llevada a cabo por uno de los aprendices del retratista, su presencia no es obligatoria. En el taller de Chrétien, asociado a Quenedey y después a Fouquet y Furnier, a los dos últimos les correspondía esta parte del proceso de grabado. Pero tras finalizar esta fase volvía a entrar en escena el grabador.
6. A continuación, el pantógrafo de varillas de madera se colocaba delante del dibujo para que el operador pudiera comenzar la reducción del retrato a la escala deseada. Para trasladar el dibujo a otra zona del papel se fija el pivote y se desplaza el punto del copiado sobre el contorno original, donde un estilete situado en el punto de referencia reproduce el perfil.
7. Una vez obtenida la reducción a un círculo de entre 5 o 6 centímetros de diámetro, se traslada a una placa de cobre protegida por una fina capa de polvo de resina. Para esta última fase del proceso de grabado Chrétien perforaba el papel con la ayuda de una fina aguja siguiendo el contorno del perfil y los rasgos del rostro. Esto hasta alcanzar el metal, momento en el que se deja actuar al mordiente, una sustancia corrosiva. La cantidad de polvo de resina administrado determina los tonos obtenidos del retrato, más claros u oscuros. La resina de adhiere al cobre al ser sometida al calor de una llama. Una vez acabado este paso el grabador introduce el metal en aguafuerte.
8. Tras eliminar la resina protectora, la placa se comienza a trabajar al buril para rematar los detalles y reproducir la expresión del rostro del modelo. Para finalizar, la placa entintada y pasada por el tórculo conseguía que la tinta traspase al papel humedecido el perfil. El operador tiene la obligación de revisar el resultado para rectificar todo aquello que no ha quedado resuelto. El producto final se manipula a punta seca y la placa se vuelve a introducir en la sustancia corrosiva. Controlando el tiempo de exposición del retrato en el mordiente se obtiene el producto definitivo.[4]